# Villebois-les-Pins
Villebois-les-Pins é uma comuna francesa na região administrativa de Auvérnia-Ródano-Alpes, no departamento de Drôme. Estende-se por uma área de 10,81 km². Em 2010 a comuna tinha 15 habitantes (densidade: 1,4 hab./km²).